# Abaré

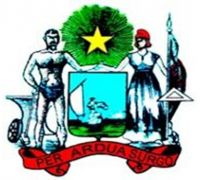

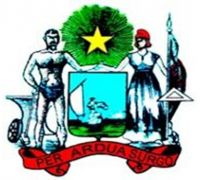
Escudo Abaré

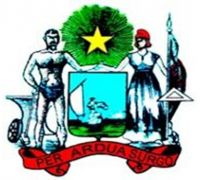

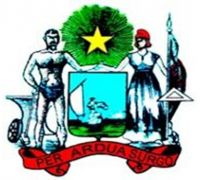
Escudo Abaré

Abaré es un municipio brasileño del estado de Bahía. Su población estimada en 2004 era de 14.776 habitantes. Su lema es "Desarrollo con justicia social", su actual prefecto es Delisio Oliveira de la Silva, del PMDB.

## Historia
La región primitivamente era habitada por indígenas. En la primera mitad del siglo XIX, Nicolau Tolentino, procedente de Salvador, llegó para administrar tierras recebidas de su padre por donación, organizando la hacienda Abaré, lugar donde posteriormente edificó la capilla de Santo Antônio. En torno de la construcción religiosa, fueron erguidas otras moradas, formándose un poblado con la misma denominación de la hacienda. El municipio fue creado con parte de los territorios de los distritos de Abaré y de Ibó, y fue separados de Chorrochó, por la Ley Estatal del 19 de julio de 1962.

## Economía
Es el tercer productor bahiano de cebolla y posee una producción intensa tomate. En la ganadería, se destaca el rebaño ovino. 

## Escuelas
- Edésio Tolentino.
- Estevão Soares.
- Santo Antônio.
- Eminelvino Soares.
- Walter Augusto Jones.

## Turismo
En la zona urbana del municipio existen iglesias del inicio del siglo; en la zona rural la práctica de paseos de barco, por el río San Francisco y la playa del Puerto. También hay bares, Lanchones y restaurantes, además del servicio de alquiler de botes y canoas.
En la playa del puerto, que es una playa fluvial urbana con cerca de 400 metros de longitud y vegetación de caatinga, la arena es gruesa y de color dorada. En el margen del río funciona un punto de anclaje natural para pequeños barcos y canoas. Un gran crucero con base de mampostería y cruz de madera, midiendo cerca de 3 metros de altura, se encuentra localizado en la playa. Hay paseos de varco y en la Playa del Puerto existen barcos y canoas que pueden sea arrendadas para paseos en el río San Francisco.

### Lugares de interés
- Plaza Nicolau Tolentino.
- Plaza Municipal.
- Iglesia de Santo Antônio
- Bares De la Ciudad.

### Artesanías
Bordado, Croché, Cerámica Utilitaria 

### Fiesta populares
- Fiesta del Agricultor.
- Fiesta de Santo Antônio (patrono).
- Fiestas de San Juan y San Pedro.
- Carnaval y Anivérsario De la Ciudad.

## Deportes
La selección de fútbol de salón es una de las mejores de Bahía, en el año de 2006 fue vicecampeón de la Taça Red Bahia de Fútbol de salón y campeón de la zonal de la TV de San Francisco.